# Makapania broomi
Makapania broomi (лат.) — вымершее жвачное парнокопытное животное подсемейства козьих семейства полорогих, обитавшее на территории Южной Африки. Единственный вид рода Makapania. Ископаемые остатки вида известны из плиоцена и плейстоцена.